# Stazione di Sant'Antonino (Svizzera)
La stazione di Sant'Antonino è una stazione ferroviaria posta sulla linea Bellinzona-Locarno. Serve il centro abitato di Sant'Antonino.